# Borstkejsarfoting
Borstkejsarfoting (Cylindroiulus truncorum) är en mångfotingart som först beskrevs av Filippo Silvestri 1896.  Borstkejsarfoting ingår i släktet Cylindroiulus och familjen kejsardubbelfotingar. Arten är reproducerande i Sverige. Utöver nominatformen finns också underarten C. t. striatulus.